# 三橋順子
三橋 順子（みつはし じゅんこ、ペンネーム、1955年〈昭和30年〉5月23日 - ）は、日本における性別越境（トランスジェンダー）の社会・文化史研究家である。トランスジェンダー女性。

## 活動
埼玉県秩父市出身。埼玉県立熊谷高等学校卒業。1995年頃から、男性から女性への性別越境者の立場から講演・執筆活動を始め、さらに1999年からは日本における性別越境者の歴史学的・社会学的研究を開始する。2000年に中央大学文学部の講師（社会学）に任用され、日本で最初のトランスジェンダーの大学教員となった。中央大学社会科学研究所客員研究員、戦後日本〈トランスジェンダー〉社会史研究会幹事などを歴任し、2005年にはお茶の水女子大学非常勤講師として専論講座としては日本初となる「トランスジェンダー論」の講義を担当した。2018年現在、都留文科大学、明治大学、関東学院大学、早稲田大学（理工学院）、群馬大学（医学部）非常勤講師。
専門はジェンダー／セクシュアリティの歴史、とりわけ性別越境（トランスジェンダー）の社会・文化史。文献調査・分析による歴史学的手法、聞き取り調査・フィールドワークなどの社会学的手法をもとに、性別越境者としての体験を加味した研究を行っている。近年は買売春史や着物文化史にも研究領域を広げている。主著『女装と日本人』は、現代風俗の領域での独創的な研究に対して授与される第19回（2010年度）橋本峰雄賞（社団法人・現代風俗研究会）を受賞した。

## 著書
単著
- 『女装と日本人』 講談社(講談社現代新書)、2008年 ISBN 978-4062879606
- 『新宿「性なる街」の歴史地理』 朝日新聞出版(朝日選書)、2018年 ISBN 978-4022630773
- 『歴史の中の多様な性ー日本とアジア　変幻するセクシュアリティ』岩波書店、2022年

共著
- 『性欲の研究 東京エロ地理編』井上章一共編 平凡社、2015年
- 中川重徳、風間孝、三橋順子、鈴木秀洋、石田京子、東由紀、石田若菜、長島佐恵子、谷口洋幸『LGBTをめぐる法と社会』日本加除出版、2019年10月。ISBN 978-4817845948。

## 主な論文
- 「往還するジェンダーと身体－トランスジェンダーの経験－」 講座・身体をめぐるレッスン第1巻『夢見る身体Fantasy』岩波書店、2006年
- 「戦後東京における『男色文化』の歴史地理的変遷－盛り場の片隅で－」『現代風俗学研究』12号、現代風俗研究会 東京の会、2006年
- 「女装男娼のテクニックとセクシュアリティ」『性欲の文化史 1』講談社、2008年
- 「女装文化の変容―異性装と自己表現―」 『コスプレする社会』せりか書房、2009年
- 「トランスジェンダーをめぐる疎外・差異化・差別」 シリーズ「現代の差別と排除」第6巻『セクシュアリティ』明石書店、2010年
- 「異性装と身体意識 －女装と女体化の間－」『着衣する身体と女性の周縁化』思文閣出版、2012年
- 「中国の女装の美少年『相公』と近代日本」 『性欲の研究』平凡社、2013年
- 「性と愛のはざま－近代的ジェンダー・セクシュアリティ観を疑う－」 『講座 日本の思想 第5巻 身と心』岩波書店、2013年
- 「『着物趣味』の成立」『現代風俗学研究』15号、現代風俗研究会 東京の会、2014年
- 「東京・新宿の『青線』について―戦後における『盛り場』の再編と関連して」『性欲の研究 東京のエロ地理編』平凡社、2015年
- 「『台記』に見る藤原頼長のセクシュアリティの再検討」『日記・古記録の世界』思文閣出版、2015年
- 「日本におけるレズビアンの隠蔽とその影響」『ジェンダー研究／教育の深化のためにー早稲田からの発信―』 彩流社、2016年
- 「女装秘密結社『富貴クラブ』の実像」『歴史のなかの異性装』 勉誠出版、2017年